# Odontopera coryphodes
Odontopera coryphodes là một loài bướm đêm trong họ Geometridae.